# Partido Comunista da Venezuela
O Partido Comunista da Venezuela, mais conhecido como PCV, é um partido político venezuelano fundado em 5 de março de 1931, sendo atualmente a agremiação partidária mais longeva do sistema político venezuelano.
Defensor do comunismo, atualmente o PCV é liderado é Óscar Figuera. Publica mensalmente o jornal Tribuna Popular. A ala jovem do partido é a Juventude Comunista da Venezuela (JCV).

## Apoio oficial a Hugo Chávez
Na eleição legislativa de 2005 o partido recebeu 133.686 votos e elegeu 8 deputados para a Assembleia Nacional da Venezuela.[carece de fontes?] Na eleição presidencial de 2006, o PCV apoiou oficialmente a reeleição presidente Hugo Chávez, que se reelegeu logo no primeiro turno, obtendo 7.309.080 votos (62,8% dos votos válidos).

## Rompimento com o chavismo
Historicamente alinhados ao chavismo, os comunistas romperam politicamente com o governo de Nicolás Maduro em agosto de 2020, criticando a gestão econômica do país e denunciando ataques sistemáticos por parte do regime chavista contra integrantes do partido.
Dessa forma, o PCV anunciou nesse mesmo ano a formação da Alternativa Popular Revolucionária, coalizão de partidos de esquerda dissidentes do chavismo para lançar candidaturas conjuntas para a eleição legislativa de 2020, onde obtiveram 170.352 votos (2,53% dos votos válidos), elegendo 1 deputado para a Assembleia Nacional da Venezuela.

### Intervenção judicial
Em agosto de 2023, o Tribunal Supremo de Justiça da Venezuela destituiu a direção do PCV e nomeou uma nova, tal como já havia feito nos últimos anos em vários partidos opositores; o PCV rejeitou a substituição da sua direção, considerando que tal revelou "a natureza autoritária e antidemocrática" do governo.

## Resultados eleitorais

### Eleições presidenciais
| Data | Candidato próprio ou apoiado | CI.    | Votos     | %             | Status     |
| ---- | ---------------------------- | ------ | --------- | ------------- | ---------- |
| 1947 | Gustavo Machado              | 3º     | 38.587    | 3,3 / 100,0   | Não eleito |
| 1958 | Wolfgang Larrazábal          | 2º     | 903.479   | 34,6 / 100,0  | Não eleito |
| 1963 | Banido                       | Banido | Banido    | Banido        | Banido     |
| 1968 | Banido                       | Banido | Banido    | Banido        | Banido     |
| 1973 | Jesus Paz Gallarraga         | 3º     | 221.239   | 5,1 / 100,0   | Não eleito |
| 1978 | Héctor Mujica                | 7º     | 29.305    | 0,5 / 100,0   | Não eleito |
| 1983 | José Vicente Rangel          | 4º     | 221.918   | 3,4 / 100,0   | Não eleito |
| 1988 | Edmundo Chirinos             | 7º     | 59.034    | 0,8 / 100,0   | Não eleito |
| 1993 | Rafael Caldera               | 1º     | 1.710.722 | 30,5 / 100,0  | Eleito     |
| 1998 | Hugo Chávez                  | 1º     | 3.673.685 | 56,2 / 100,0  | Eleito     |
| 2000 | Hugo Chávez                  | 1º     | 3.757.773 | 59,8 / 100,0  | Eleito     |
| 2006 | Hugo Chávez                  | 1º     | 7.309.080 | 62,8 / 100,0  | Eleito     |
| 2012 | Hugo Chávez                  | 1º     | 8.191.132 | 55,1 / 100,0  | Eleito     |
| 2013 | Nicolás Maduro               | 1º     | 7.587.579 | 50,6 / 100,0  | Eleito     |
| 2018 | Nicolás Maduro               | 1º     | 6.245.862 | 67,8 / 100,0  | Eleito     |
| 2024 | Nicolás Maduro               | 1º     | 5.150.092 | 51,20 / 100,0 | Eleito     |

### Eleições legislativas
| Data | CI.                                  | Votos                                | %                                    | +/-                                  | Deputados | +/-    | Status            |
| ---- | ------------------------------------ | ------------------------------------ | ------------------------------------ | ------------------------------------ | --------- | ------ | ----------------- |
| 1946 | 3º                                   | 50.837                               | 3,6 / 100,0                          | Novo                                 | 2 / 160   | 2      | Oposição          |
| 1947 | 4º                                   | 43.190                               | 3,6 / 100,0                          | 0,0                                  | 3 / 110   | 1      | Oposição          |
| 1952 | Banido                               | Banido                               | Banido                               | Banido                               | Banido    | Banido | Banido            |
| 1958 | 4º                                   | 160.791                              | 6,2 / 100,0                          | 2,6                                  | 7 / 132   | 4      | Oposição          |
| 1963 | Banido                               | Banido                               | Banido                               | Banido                               | Banido    | Banido | Banido            |
| 1968 | Banido                               | Banido                               | Banido                               | Banido                               | Banido    | Banido | Banido            |
| 1973 | 8º                                   | 52.754                               | 1,2 / 100,0                          | 5,0                                  | 2 / 200   | 5      | Oposição          |
| 1978 | 9º                                   | 55.168                               | 1,0 / 100,0                          | 0,2                                  | 1 / 199   | 1      | Oposição          |
| 1983 | 7º                                   | 115.162                              | 1,7 / 100,0                          | 0,7                                  | 3 / 200   | 2      | Oposição          |
| 1988 | 11º                                  | 59.034                               | 0,8 / 100,0                          | 0,9                                  | 1 / 201   | 2      | Oposição          |
| 1993 | 10º                                  | 21.180                               | 0,4 / 100,0                          | 0,4                                  | 0 / 203   | 1      | Extra-parlamentar |
| 1998 | 13º                                  | 28.827                               | 0,6 / 100,0                          | 0,2                                  | 2 / 207   | 2      | Governo           |
| 2000 | 12º                                  | 57.118                               | 0,9 / 100,0                          | 0,3                                  | 0 / 165   | 2      | Extra-parlamentar |
| 2005 | 4º                                   | 94.606                               | 2,7 / 100,0                          | 1,8                                  | 7 / 165   | 7      | Governo           |
| 2010 | 4º                                   | 193.804                              | 1,2 / 100,0                          | 1,5                                  | 3 / 165   | 4      | Governo           |
| 2015 | Grande Polo Patriótico Simón Bolívar | Grande Polo Patriótico Simón Bolívar | Grande Polo Patriótico Simón Bolívar | Grande Polo Patriótico Simón Bolívar | 2 / 165   | 1      | Oposição          |
| 2020 | 6º                                   | 170.352                              | 2,7 / 100,0                          | 1,5                                  | 1 / 277   | 1      | Oposição          |